# Sonerila wightiana
Sonerila wightiana är en tvåhjärtbladig växtart som beskrevs av George Arnott Walker Arnott. Sonerila wightiana ingår i släktet Sonerila och familjen Melastomataceae. Inga underarter finns listade i Catalogue of Life.